# Matók Leó
Matók Leó (Budapest, 1928. február 5. – 1951. október 13.) koncepciós perben elítélt katona-költő.
Édesapja, Matók Lajos, szintén katona volt, így nem volt kérdés, hogy a családból az egyik fiúnak is katonának kell lennie. S mivel bátyját, ifj. Matók Lajost inkább szánták papnak, s alkata és természete is olyan volt, így rá esett a választás.
Az elemit Budapesten, majd a szombathelyi Püspöki Elemi Iskolában járta, majd a premontrei rendi Szent Norbert Gimnáziumban eltöltött, megismételt év után, 11 éves korától, a kőszegi katonai alreálban, mindenki által csak Cögereinek nevezett katonai iskolában tanult tovább. 